# Taşkaracalar, Kurşunlu
Taşkaracalar là một thị trấn thuộc huyện Kurşunlu, tỉnh Çankırı, Thổ Nhĩ Kỳ. Dân số thời điểm năm 2010 là 668 người.